# Internaționala Centrist-Democrată
Internaționala Centrist-Democrată este una din cele trei mari internaționale politice din lume (alături de Internaționala Socialistă și Internaționala Liberală). Reunește partidele politice de orientare conservatoare, creștin-democrată și social-creștină/conservatoare de pe toate continentele (majoritatea formațiunilor membre sunt, însă, din Europa și America Latină). Organizația a fost constituită în anul 1961 sub denumirea de Uniunea Mondială Creștin-Democrată (ulterior s-a numit Internaționala Creștin-Democrată). Secretariatul Internaționalei se află la Bruxelles, Belgia. Co-președinții sunt (în 2010) Pier Ferdinando Casini din Italia și Vicente Fox din Mexic.